# Griekenland op het Eurovisiesongfestival 1983
Griekenland nam deel aan het Eurovisiesongfestival 1983 in München, Duitsland. Het was de 8ste deelname van het land op het Eurovisiesongfestival. De selectie verliep via een nationale finale. ERT was verantwoordelijk voor de Griekse bijdrage voor de editie van 1983.

## Selectieprocedure
De Griekse openbare omroep koos ervoor om de kandidaat via een nationale finale te kiezen.
In totaal deden er 10 acts mee aan deze finale en de winnaar werd gekozen door een 50-koppige jury. Deze jury bestond uit een mix van muziekexperten en het aanwezige publiek.

| №  | Artiest               | Lied                    | Plaats |
| -- | --------------------- | ----------------------- | ------ |
| 1  | Cleopatra             | "Irini"                 | 5      |
| 2  | Nikos Nomikos         | "Kalokerino Deilino"    | 8      |
| 3  | Ariele Konstantinidis | "Tha Figo"              | 10     |
| 4  | Gianna Komninou       | "Matia Mou Melachrina"  | 7      |
| 5  | Dimitris Lydos        | "Ta Dentra"             | 4      |
| 6  | Dakis                 | "Agapi, Agapi"          | 2      |
| 7  | Kristi Stassinopoulou | "Mou Les"               | 1      |
| 8  | Theodosia Stinga      | "O Profitis"            | 9      |
| 9  | Dafni Bokota          | "Ioulietta"             | 6      |
| 10 | Alexandros Molfesis   | "To Hameno Rendez-Vous" | 3      |

## In München
Griekenland moest in München als 10de optreden, net na Finland en voor Nederland. Op het einde van de puntentelling hadden de Grieken 32 punten verzameld, wat ze op een 14de plaats bracht.
België en Nederland hadden geen punten over voor deze inzending.

### Gekregen punten

#### Finale
| 12 punten         | 10 punten | 8 punten    | 7 punten | 6 punten |
| ----------------- | --------- | ----------- | -------- | -------- |
| - Cyprus - Spanje |           |             |          |          |
| 5 punten          | 4 punten  | 3 punten    | 2 punten | 1 punt   |
| - Finland         |           | - Frankrijk |          |          |

### Punten gegeven door Griekenland

#### Finale
Punten gegeven in de finale:
| 12 punten | Luxemburg           |
| 10 punten | Zweden              |
| 8 punten  | Finland             |
| 7 punten  | Frankrijk           |
| 6 punten  | Joegoslavië         |
| 5 punten  | Verenigd Koninkrijk |
| 4 punten  | Oostenrijk          |
| 3 punten  | Israël              |
| 2 punten  | Italië              |
| 1 punt    | Duitsland           |

1974 · 1975 · 1976 · 1977 · 1978 · 1979 · 1980 · 1981 · 1982 · 1983 · 1984 · 1985 · 1986 · 1987 · 1988 · 1989 · 1990 · 1991 · 1992 · 1993 · 1994 · 1995 · 1996 · 1997 · 1998 · 1999-2000 · 2001 · 2002 · 2003 · 2004 · 2005 · 2006 · 2007 · 2008 · 2009 · 2010 · 2011 · 2012 · 2013 · 2014 · 2015 · 2016 · 2017 · 2018 · 2019 · 2020 · 2021 · 2022 · 2023 · 2024 · 2025